# Джон Флетчер
Джон Флетчер (англ. John Fletcher; 1579–1625) — англійський драматург часів Якова I, працював переважно у співробітництві з Френсісом Бомонтом. У 1607–1614 роках вони писали п'єси для лондонської трупи Kings' Men («Слуги короля» з театрів «Глобус» і «Блекфраєрс»). Бомонт і Флетчер увійшли в історію як яскраві майстри драми шекспірівської епохи, творці жанру трагікомедії. Після смерті Бомонта (1616) Флетчер співпрацював в основному з Філіпом Мессінджером.
Батько Джона — Роберт Флетчер (1545–1596) — послідовно обіймав єпископські кафедри в Бристолі, Вустері та Лондоні. Джону ще не було дванадцяти, коли його відправили вчитися до Оксфордського університету. Перші свідчення його літературних занять — хвалебні вірші до комедії «Вольпоне» Бена Джонсона (1607). Драматург помер, коли до Лондона прийшла «чорна смерть», через те, що замість від'їзду з зараженого міста поїхав зняти мірку до кравця.
Про особисте життя Флетчера відомо мало. Джон Обрі стверджував, що Флетчер і Бомонт жили в одному будинку, спали в одному ліжку, носили один одяг і ділили коханку. Є відомості, що Флетчер був похований в Саутваркському соборі в одній могилі з Мессінджером.

## Творчість
Перу Флетчера належить не менше півсотні збережених п'єс; з них принаймні 15 написані ним самостійно. Решта з'явилися в результаті його співпраці з іншими драматургами, включаючи Бена Джонсона, Джорджа Чапмена і, ймовірно, Вільяма Шекспіра (підозрюють його участь у написанні «Двох знатних родичів», «Генріха VIII», а також «Карденіо» за мотивами «Дон Кіхота»). Найбільш значні з його творів п'єси, написані спільно з Бомонтом — «Філастр», «Трагедія дівчини», «Король і не король».
Персонажі Флетчера — як правило, не живі люди з плоті і крові, а ходульні втілення класичних чеснот і вад. Дія його з Бомонтом п'єс відбувається в далеких, небачених країнах. Героям доводиться робити взаємовиключний вибір між крайнощами. Монологи емоційно переобтяжені і не вільні від риторичних надмірностей. Ці якості ще більш загострені в драмах власне Флетчера з їх дірчастою, епізодичною структурою, неправдоподібними сюжетними ситуаціями і дотепними діалогами.